# 1926 au Maroc
Chronologie du Maroc
- 1922
- 1923
- 1924
- 1925
- 1926
- 1927
- 1928
- 1929
- 1930

Cet article présente les faits marquants de l'année 1926 au Maroc ou relatifs au Maroc.

## Événements
- Reddition du chef rebelle Abdelkrim El Khattabi.
- Création de la société Etablissements Jamain par M. Jamain (fabrication de produits chimiques). Appelée aujourd'hui Groupe Jamain Baco, l'entreprise est spécialisée  dans les métiers de la Propreté, de l’Hygiène 3D et de la Sécurité Physique & Électronique. Le Groupe propose également des solutions de Facility Management.
- Philippe Leclerc de Hauteclocque choisi une affectation au Maroc[1].
- L'Association Sportive de Tanger-Fès, couramment abrégé en ASTF Meknès, est un club sportif de football marocain fondé en 1926 par la Compagnie franco-espagnole du chemin de fer de Tanger à Fès en Empire chérifien à l'époque du protectorat français. Contrairement à ce que son nom peut laisser croire, le club est basé dans la ville de Meknès.

## Naissances en 1926
- Driss Chraibi.